# Сикинос
Сикинос (грчки грч. ) је једно од острва у групацији Киклада у Грчкој. Управно острво припада округу Санторини у оквиру Периферији Јужни Егеј, где са околним острвцима и хридима чини засебну општину.

## Природни услови
Сикинос је једно од острва Киклада средње величине. Престоница Атина је на 180 km удаљености ка северу. Најближа околна острва су на око 10 km раздаљине: Иос ка истоку и Фолегандрос на западу. Острво је слабо разуђено и озразито планинско. 
Сикинос спада у острва Киклада која су положена даље од копна, што повезано са сушном средоземном климом проузрокује сталан недостатак воде. Због тога је Сифнос сушан и каменит, а биљни и животињски свет су такође особени за ову климу. Од гајених култура доминирају винова лоза и маслина.

## Историја
За Сиконос, као и за целокупне Кикладе, је необично важно раздобље касне праисторије, тзв. Кикладска цивилизација, зависна и блиска Критској. Током старе Грчке Сикинос је познат по вину, по чему је тада називан „Оине“ ("Вински"). После тога Сикиносом је владао стари Рим, а затим и Византија. 1204. г. после освајања Цариграда од стране Крсташа Киклади потпадају под власт Млечана, под којима остају дуго, до 16. века, када нови господар постаје османско царство. Становништво Сикиноса није било укључено значајније у Грчки устанак 20их година 19. века, али је острво одмах припало новооснованој Грчкој. Међутим, развој нове државе није спречио велико исељавање месног становништва у 20. веку. Последњих деценија ово је донекле умањено развојем туризма.

## Становништво
Главно становништво на Сикиносу су Грци. Данас има свега око 250 стално насељених становника, али их је раније било много више. Они живе у два мала насеља на острву.

## Привреда
Привреда Сикиноса се данас заснива највише на туризму и поморству, а све мање на традициналној пољопривреди (винова лоза, маслине, мање јужно воће).